# Erebia eurykleia
Erebia eurykleia är en fjärilsart som beskrevs av Hans Fruhstorfer 1909. Erebia eurykleia ingår i släktet Erebia och familjen praktfjärilar. Inga underarter finns listade i Catalogue of Life.